# Air Transat
Air Transat là một hãng hàng không của Canada có trụ sở tại Montreal, Quebec. Được thành lập vào năm 1986, đây là hãng hàng không lớn thứ ba của đất nước, khai thác các chuyến bay theo lịch trình và thuê chuyến phục vụ 60 điểm đến tại 25 quốc gia. Air Transat được sở hữu và điều hành bởi Transat AT Inc., với đội bay gồm 37 chiếc.

## Lịch sử

### Những năm đầu (1986-1999)
Trụ sở chính của Air Transat, đặt tại Montreal

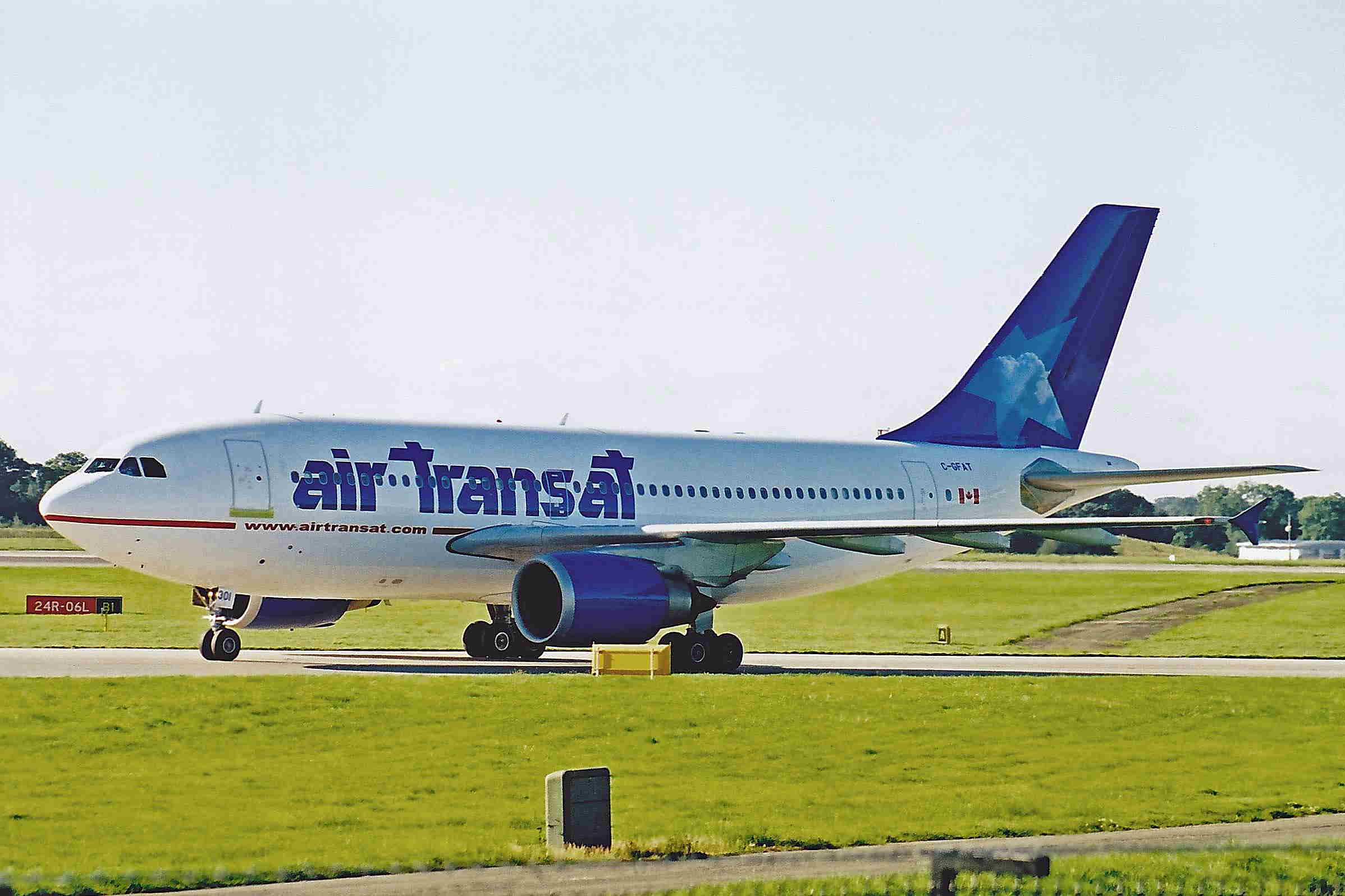
Một máy bay của Air Transat Airbus A310 tại Sân bay Manchester

Một máy bay của Air Transat Airbus A310-300 tại Sân bay Manchester năm 2001
François Legault thành lập Air Transat cùng với các đối tác kinh doanh khác như Jean-Marc Eustache, Philippe Sureau, Lina de Cesare, Yvon Lecavalier và Pierre Ménard. Legault rời công ty vào năm 1997 mà không hề báo trước sau một cuộc tranh cãi với các đối tác kinh doanh, những người chỉ được biết sau sự việc.
Air Transat thực hiện chuyến bay đầu tiên vào ngày 14 tháng 11 năm 1987, đi từ Montreal đến Acapulco. Sáu năm sau, Air Transat giả định rằng máy bay và căn cứ bảo dưỡng của Nationair không còn tồn tại. Nó là một công ty con thuộc sở hữu hoàn toàn của Transat AT Inc.

### Mở rộng (2000-2018)
Vào ngày 13 tháng 2 năm 2009, Transat AT công bố quan hệ đối tác kéo dài 5 năm với CanJet. Kể từ ngày 1 tháng 5 năm 2009, Transat Tours Canada đã thuê máy bay Boeing 737 của CanJet bay từ các thành phố của Canada đến nhiều điểm đến khác nhau. Điều này thay thế một thỏa thuận với Westjet có trụ sở tại Calgary.
Vào ngày 13 tháng 2 năm 2011, Chuyến bay Air Transat TS163 hoạt động với phi hành đoàn toàn nữ đầu tiên của họ từ Cancun đến Vancouver. Hãng đã giành được nhiều giải thưởng, bao gồm Giải thưởng Hãng hàng không Giải trí Tốt nhất Thế giới Skytrax năm 2012, 2018 và 2019.
Vào ngày 13 tháng 9 năm 2013, Air Transat đã ký hợp đồng cho thuê theo mùa với hãng vận tải giải trí Transavia Pháp của Air France-KLM, bao gồm việc cho thuê tới 9 chiếc Boeing 737-800 vào năm 2019. Thỏa thuận này, kéo dài thỏa thuận sức tải mùa đông năm 2010, được kêu gọi Transavia Pháp cho Air Transat thuê bốn chiếc 737-800 trong mùa đông năm 2014, năm chiếc vào năm 2016, sáu chiếc vào năm 2017, bảy chiếc vào năm 2018 và tám chiếc vào năm 2019.
Mặc dù hai nhóm người tị nạn đầu tiên từ Syria đã đến Canada trên máy bay của chính phủ vào tháng 12 năm 2015, hai nhóm tiếp theo là trên máy bay của Air Transat; chuyến đầu tiên là Chuyến bay TS8500 từ Amman, Jordan đến Toronto, khởi hành vào ngày 20 tháng 12. Air Transat dường như không phải là hãng hàng không độc quyền do chính phủ Canada điều hành, đặc biệt nếu hơn 35.000 người tị nạn sẽ đến vào năm 2016  một phát ngôn viên đã khuyên Toronto Starrằng công ty đã được xác nhận là hãng hàng không sẽ đưa nhóm thứ hai đến Canada vào ngày 21 tháng 12. Trong một thông cáo báo chí của Transat, Jean-François Lemay, tổng giám đốc của hãng đã phát biểu như sau: "Chúng tôi rất vui mừng trở thành công ty hàng không Canada đầu tiên tham gia vào nỗ lực nhân đạo lớn này và được hỗ trợ chính phủ Canada và các cơ quan chức năng quốc tế theo cách này. "
Vào tháng 5 năm 2017, Air Transat và Flair Air đã bị CBC News cáo buộc câu chuyện lừa dối khách hàng và cơ quan quản lý ở cả Canada và Mexico bằng cách tiếp thị và bán vé thẳng giữa Edmonton và Cancun. CBC đã phát hiện một lá thư trong đó các hãng hàng không thừa nhận rằng họ sẽ thường xuyên chuyển hướng đến một điểm dừng kỹ thuật để tiếp nhiên liệu.

### Những phát triển gần đây (2019-nay)
Vào tháng 1 năm 2020, Forbes Canada đã ghi tên Air Transat vào danh sách các nhà tuyển dụng tốt nhất, ở vị trí thứ tám trên toàn quốc.

#### Được đề xuất mua lại bởi Air Canada
Vào ngày 16 tháng 5 năm 2019, Transat AT, công ty sở hữu Air Transat, thông báo họ đang đàm phán độc quyền để được mua bởi Air Canada. Một đề nghị sau đó đã được đưa ra bởi công ty sau với giá 13 đô la Mỹ / cổ phiếu và một công ty khác, Group Mach, đề xuất mua với giá 14 đô la Mỹ.
Vào ngày 27 tháng 6 năm 2019, hội đồng quản trị của Transat AT đã chấp nhận giá thầu hoàn toàn bằng tiền mặt của Air Canada trị giá 520 triệu đô la Canada và không bình luận về đề xuất 527,6 đô la Mỹ từ Group Mach vì các cuộc đàm phán với Air Canada vẫn còn độc quyền. Thỏa thuận cần có sự chấp thuận của 2/3 số cổ đông; một số nhà đầu tư lớn và một số nhà phân tích tài chính nhận định rằng mức chào bán thấp hơn giá trị thực của công ty. Cần có sự chấp thuận của cơ quan quản lý và chính phủ để bán Transat AT. Một báo cáo hồi tháng 5 của Tổng công ty Phát thanh truyền hình Canada cho biết, "các phê duyệt theo quy định không phải là điều chắc chắn".  Nếu việc mua Air Canada thành công, Air Transat sẽ tiếp tục hoạt động như một thương hiệu riêng biệt.
Đến ngày 12 tháng 8 năm 2019, Air Canada đã tăng giá chào mua gần 40% lên 18 đô la Canada / cổ phiếu từ 13 đô la Mỹ, định giá thương vụ mua lại ở mức 720 triệu đô la Mỹ (544 triệu đô la Mỹ), để nhận được sự ủng hộ từ Letko Brosseau, cổ đông lớn nhất của Transat AT với 19% công ty.  Cùng ngày hôm đó, Tòa án Hành chính Thị trường Tài chính Quebec đã từ chối giá thầu của đối thủ từ Groupe Mach; vào ngày 23 tháng 8, 95% đa số cổ đông biểu quyết của Transat đã chấp thuận đề xuất $ 18 cho mỗi cổ phiếu của Air Canada.  Giao dịch được đề xuất sẽ được Bộ Giao thông Vận tải Canada đánh giá công khai cho đến ngày 2 tháng 5 năm 2020, với việc mua lại sẽ đóng sau ngày đó.
Việc mua lại đã bị trì hoãn do tác động đang diễn ra sau đó của đại dịch COVID-19 đối với hàng không, với giá cổ phiếu của Transat AT giảm xuống còn 5,16 đô la vào tháng 7 năm 2020.  Việc mua lại chưa kết thúc vào ngày 13 tháng 10 năm 2020, khi hai bên đồng ý. thành một đề nghị sửa đổi là 5 đô la cho mỗi cổ phiếu, giảm tổng giá trị của việc mua lại xuống còn 180 triệu đô la.
Vào ngày 2 tháng 4 năm 2021, thỏa thuận đã bị hủy bỏ do không đảm bảo được sự chấp thuận của Ủy ban châu Âu.

#### Đại dịch do covid-19 gây ra
Vào ngày 23 tháng 7 năm 2020, Air Transat thông báo rằng họ sẽ tiếp tục hoạt động của mình sau thời gian gián đoạn 112 ngày do đại dịch COVID-19 gây ra.  Vào tháng 1 năm 2021, khi đại dịch vẫn tiếp tục, Air Transat thông báo họ sẽ lại ngừng hoạt động thường xuyên từ ngày 29 tháng 1 đến ngày 30 tháng 4 năm 2021 và tất cả các hoạt động từ ngày 14 tháng 2 đến ngày 30 tháng 4 năm 2021.

Trang web tiêu dùng MoneySavingExpert của Anh đã gọi Air Transat là một trong những công ty du lịch hoạt động kém nhất trong việc hoàn tiền cho những hành khách có chuyến bay hoặc chuyến đi bị hủy. Cơ quan Hàng không Dân dụng Vương quốc Anh (CAA), trong một báo cáo kiểm tra tác động của COVID-19 đối với cách đối xử của các hãng hàng không đối với hành khách đến và đi từ Vương quốc Anh trong thời kỳ đại dịch, đã phát hiện ra rằng Air Transat là một trong những hãng hàng không không hoàn lại tiền mặt. cho những hành khách có chuyến bay bị hãng hàng không hủy bỏ, vi phạm Quy chế bồi thường chuyến bay. Quy định yêu cầu các hãng hàng không phải hoàn tiền cho những hành khách có chuyến bay bị hủy trong bất kỳ trường hợp nào, bao gồm cả đại dịch COVID-19; báo cáo cũng lưu ý rằng các yêu cầu của CAA, trong khi chuẩn bị báo cáo, đã dẫn đến việc Air Transat đảm bảo rằng tất cả các khoản thanh toán bằng tiền mặt sau đó sẽ được xử lý đúng cách. 

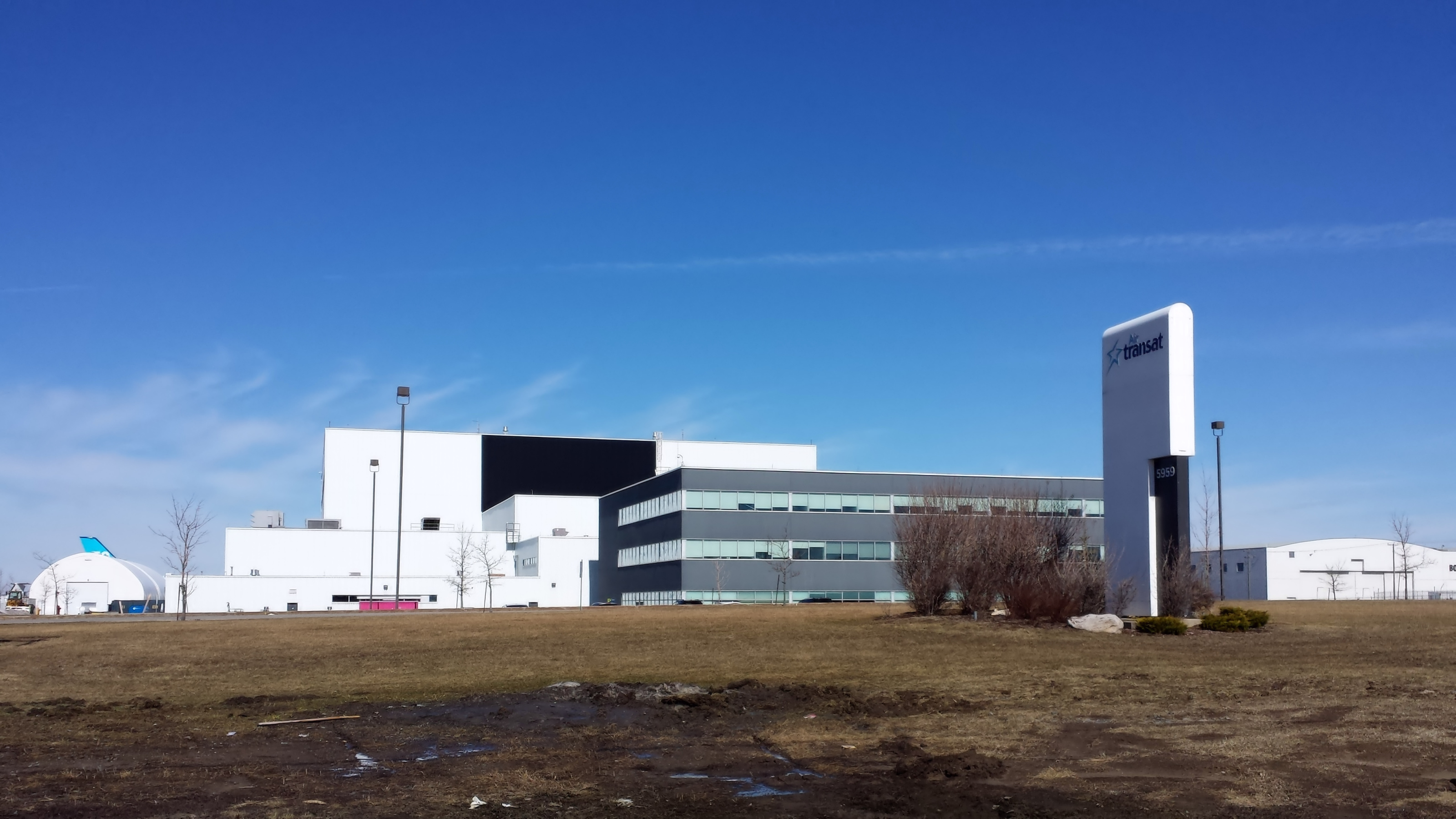
Trụ sở chính của Air Transat, đặt tại Montreal

## Điểm đến
Air Transat chuyên về các chuyến bay thuê chuyến từ 19 thành phố của Canada đến các điểm đến cho kỳ nghỉ, chủ yếu đến 15 quốc gia ở miền Nam vào mùa đông và 11 quốc gia châu Âu vào mùa hè. Ngoài ra, một số điểm đến được cung cấp quanh năm bởi hãng hàng không. Trong mùa hè, các điểm đến chính của hãng là châu Âu và vào mùa đông là vùng Caribê, Mexico, Hoa Kỳ và Trung Mỹ, mặc dù hãng khai thác nhiều chuyến bay quanh năm đến châu Âu từ các căn cứ Toronto và Montreal của họ. Các cửa ngõ chính của Canada là Sân bay quốc tế Montréal-Pierre Elliott Trudeau và Sân bay quốc tế Toronto Pearson.  Hãng cũng có các hoạt động tại Sân bay quốc tế Stanfield Halifax,Sân bay quốc tế Ottawa Mcdonald-Cartier, Sân bay quốc tế Québec City Jean Lesage và những sân bay khác

## Đội bay

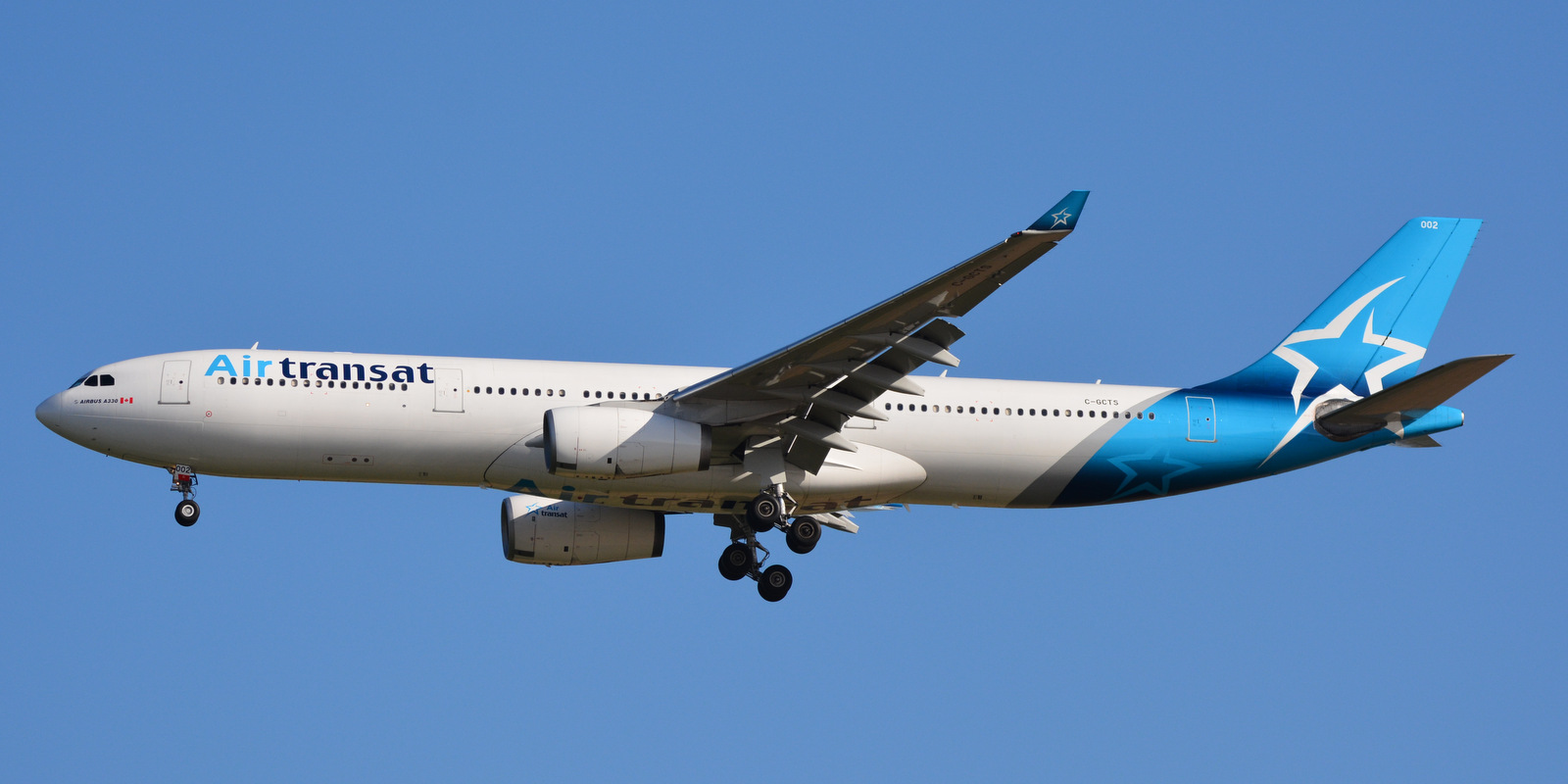
An Air Transat Airbus A330-300 in 2019, showing the current livery

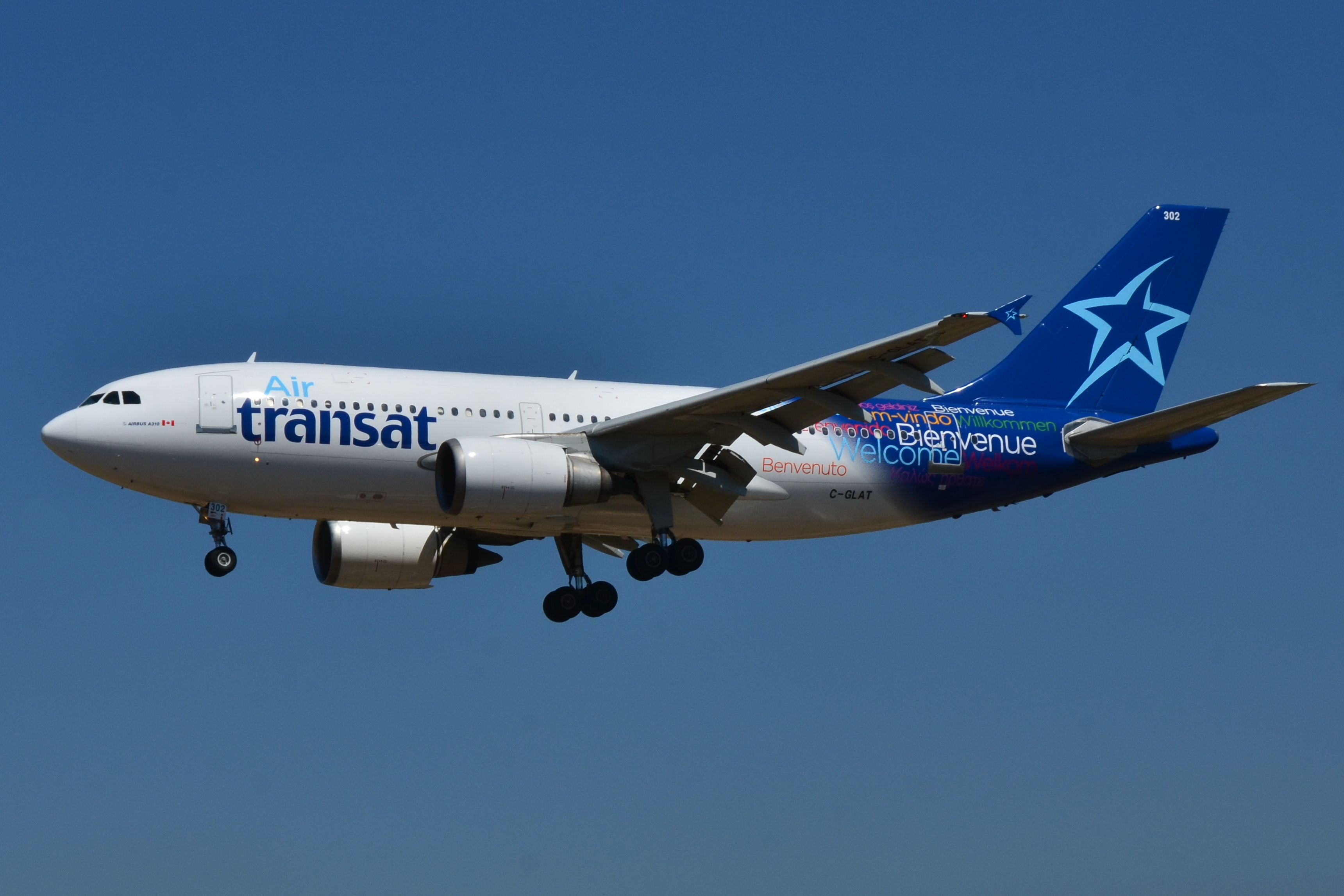
A 2013 image of an Air Transat Airbus A310-300, showing a previous livery

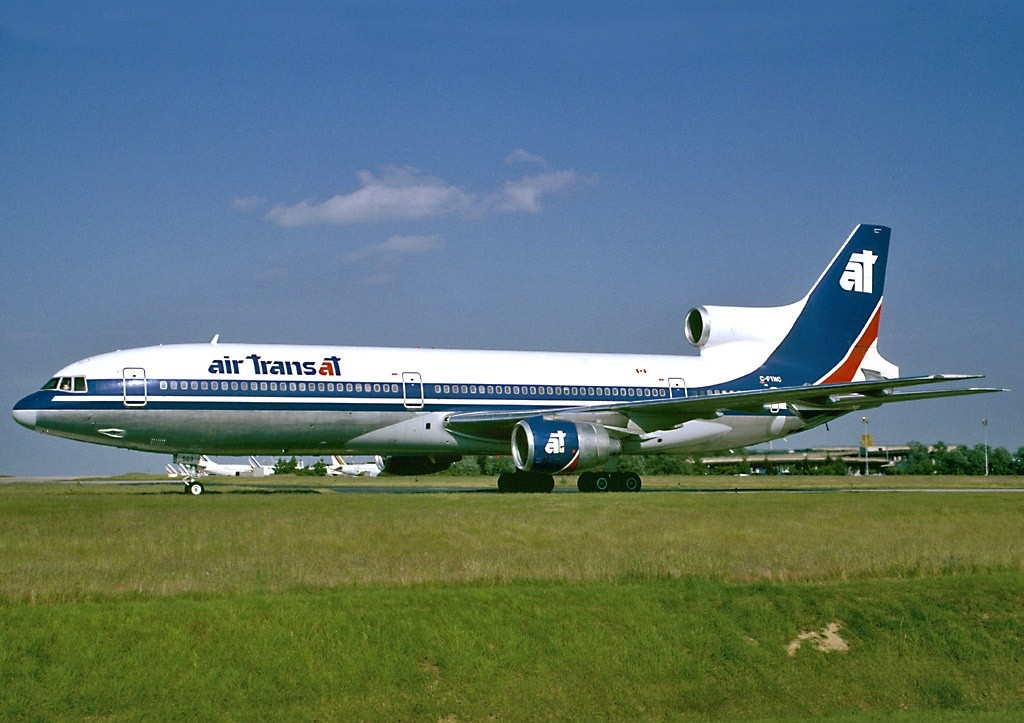
An Air Transat Lockheed L-1011 in the 1995 livery

### Đội bay hiện tại
Tính đến  ngày 1 tháng 10 năm 2021, Air Transat có 37 máy bay này được đăng ký với Bộ Giao thông Vận tải Canada, nhưng một số máy bay không được liệt kê trên trang web của Air Transat:
| Aircraft        | In service | Orders | Passengers | Passengers | Passengers | Notes and references |  |
| Aircraft        | In service | Orders | C          | Y          | Total      | Notes and references |  |
| --------------- | ---------- | ------ | ---------- | ---------- | ---------- | --- |  |
| Airbus A310-300 | 3          | —      | 12         | 238        | 250        | Không được liệt kê tại trang web của Air Transat: Mặc dù máy bay đã ngừng hoạt động, chúng vẫn được đăng ký với Air Transat và trở thành một phần của đội bay |  |
| Airbus A321-200 | 7          | —      | —          | 190        | 190        | [ 7 ] [ 8 ] |  |
| Airbus A321LR   | 10         | 7      | 12         | 187        | 199        | Giao hàng từ năm 2019. Được niêm yết tại Air Transat với tên gọi Airbus A321neoLR                                                                             |  |
| Airbus A330-200 | 15         | —      | 12         | 333        | 345        | [ 9 ] |  |
| Airbus A330-200 | 15         | —      | 12         | 320        | 332        | [ 9 ] |  |
| Airbus A330-300 | 1          | —      | 12         | 334        | 346        | |  |
| Boeing 737-800  | 1          | —      | 10         | 179        | 189        | Hạng Câu lạc bộ chỉ có trên các chuyến bay nội địa, không được liệt kê trên trang web của Air Transat                                                         |  |
| Total           | 37         | 7      |            |            |            | |  |

### Hoạt động trước đây
Air Transat đã khai thác một số loại máy bay khác trong quá khứ, bao gồm:
- Airbus A310-300, mặc dù loại máy bay này đã ngừng hoạt động, chúng vẫn được đăng ký với Air Transat và trở thành một phần của đội bay.
- Airbus A320-200
- Boeing 727-200
- Boeing 737-400
- Boeing 737-700
- Boeing 757-200
- Lockheed L-1011-1 TriStar
- Lockheed L-1011-500 TriStar